# John Wyllie
Pour les articles homonymes, voir Wyllie.
John Wyllie, né le 26 janvier 1914 à Guna, en Inde, et mort à Worthing, Sussex de l'Ouest, en 1997, est un romancier, un scénariste et un auteur canadien de roman policier.

## Biographie
Fils de parents britanniques, il naît en Inde. Il fait des études qui lui permettent d’être officier dans la marine marchande. Avant le déclenchement de la Deuxième Guerre mondiale, il est brièvement technicien dans le milieu du cinéma, puis sert dans la Royal Air Force comme pilote de bombardier. Capturé par les Japonais, il passe une bonne partie de la guerre dans des camps de prisonniers. À la fin du conflit, il devient un des employés de la Croix-Rouge en Afrique de l'Ouest et scénarise, au Ghana, un moyen métrage en 1952. Il s’installe ensuite au Canada pour une quinzaine d’années, est naturalisé canadien, et travaille comme scénariste et producteur dans les milieux de la télévision et du cinéma.
À partir de 1953, il amorce une carrière littéraire avec la parution de quatre romans fort bien accueillis, dont La Dernière Île (1953) et Émeute (1954). Il cesse d'écrire en 1961 et ne reprend la plume qu’au milieu des années 1970 pour donner une série de huit romans policiers ayant pour héros le docteur noir Samuel Quarshie.
Après de brillantes études au Québec, où Quarshie assimile son savoir médical et une pensée moderne très attachée aux droits de l’homme, le jeune docteur retourne en Afrique pour exercer sa  profession au Akhana, un pays imaginaire qui est en fait le Ghana à peine voilé. Tout en dirigeant un dispensaire à Port St. Mary, il est bientôt confronté à des affaires criminelles qu’il parvient à résoudre grâce à ses talents de détective amateur, mais en étant également confronté à la dure réalité des préjugés et de la violence sauvage propres à la société africaine. Dans Safari noir (1975), il parvient à déjouer non sans mal un coup d’État communiste après un attentat qui a coûté la vie au président de l’Akhana. Dans Safari papillon (1975), il doit démasquer le meurtrier d’un Blanc, retrouvé décapité sur une pierre sacrée. Safari tam-tam (1977) oppose Quarshie à une secte tribale qui assassine des Blancs au garrot. Racisme et superstitions se retrouvent aussi au menu de Pour tout l’or du Mali (1980), où une romancière américaine est lapidée à mort dans une petite ville aux confins du Sahel. La série offre une fresque contrastée de l'Afrique des années 1970 qui entend conserver sa culture et ses traditions, tout en cherchant à repousser les séquelles du colonialisme, l’obscurantisme et l’ignorance endémiques du peuple, de même que la corruption et l’avidité d’une bonne partie de ses leaders politiques et religieux.

## Œuvre

### Romans

#### SérieDrSamuel Quarshie
- Skull Still Bone (1975) Publié en français sous le titre Safari noir, Paris, 10/18, Grands Détectives no 2586, 1995
- The Butterfly Flood (1975) Publié en français sous le titre La Tête du client, Paris, Librairie des Champs-Élysées, Le Masque no 1722, 1983 Publié en français dans une autre traduction sous le titre Safari papillon, Paris, 10/18, Grands Détectives no 2722, 1996
- To Catch a Viper (1977)
- Death is a Drum... Beating Forever (1977) Publié en français sous le titre Safari tam-tam, Paris, 10/18, Grands Détectives no 2821, 1997
- A Pocket Full of Dead (1978) Publié en français sous le titre Safari sorcier, Paris, 10/18, Grands Détectives no 2947, 1998
- The Killer Breath (1979)
- A Tiger in Red Weather (1980) Publié en français sous le titre Pour tout l’or du Mali, Paris, Librairie des Champs-Élysées, Le Masque no 1752, 1984
- The Long Dark Night of Baron Samedi (1981)

#### Autres romans non-policiers
- The Goodly Seed (1953) Publié en français sous le titre La Dernière Île, Paris, Robert Laffont, coll. Pavillons no 63, 1954
- Riot (1954) Publié en français sous le titre Émeute, Paris, Robert Laffont, coll. Pavillons no 70, 1955
- Johnny Purple (1955)
- Down Will Come the Sky (1961)

### Autre publication
- W. L. Wyllie, Marine Artist (1982)

### Scénarios
- 1952 : The Boy Kumasenu, film tourné au Ghana de Sean Graham
- 1958 : « The Golden Age », documentaire canadien de Gordon Burwash

## Sources
- Jacques Baudou et Jean-Jacques Schleret, Le Vrai Visage du Masque, vol. 1, Paris, Futuropolis, 1984, 476 p. (OCLC 311506692), p. 471-472.
- Claude Mesplède (dir.), Dictionnaire des littératures policières, vol. 2 : J - Z, Nantes, Joseph K, coll. « Temps noir », 2007, 1086 p. (ISBN 978-2-910-68645-1, OCLC 315873361), p. 1051.